# Scharnhorstgymnasium Hildesheim
Das Scharnhorstgymnasium Hildesheim (SHG) ist ein staatliches Gymnasium in Hildesheim. Schulträger ist die Stadt Hildesheim. Es wird von 794 Schülern besucht, die von 73 Lehrern unterrichtet werden. Die Schule ist das einzige nach Gerhard von Scharnhorst benannte Gymnasium.

## Profil
Entsprechend der ursprünglichen Schulform des Realgymnasiums wird am Scharnhorstgymnasium traditionell den Realien, also der Mathematik, Naturwissenschaften und in einem weiteren Sinne auch den lebenden Sprachen, besonderes Gewicht eingeräumt. In der Hildesheimer Schullandschaft genoss es traditionell den Ruf als die mathematisch-naturwissenschaftliche Schule. Das Fremdsprachenangebot umfasste neben Englisch und Französisch aber stets auch Latein. Ferner wird Spanisch und als Arbeitsgemeinschaft auch Griechisch angeboten. Das SHG ist niedersächsische Modellschule für das Buddy-Projekt.

## Geschichte

Das erste Schulgebäude am Dammtor auf einer Postkarte aus dem Jahr 1904

### Entstehung als Ableger des Andreanums
Infolge der Nachfrage der Wirtschaft bzw. des Bürgertums nach größerer Berücksichtigung unmittelbar „nützlicher, praktischer“ Fächer (also der sog. Realien) im Lehrplan wurde am Andreanum bereits zu Michaelis 1849 gesonderte „Realklassen“ für Quarta, Tertia und Sekunda eingerichtet. Die vom Direktor beantragte Einrichtung eines „selbständigen Realklassensystem“ wurde zum Schuljahr 1850/51 durch die Schulverwaltung des Königreichs Hannover genehmigt. 1864 folgten Realklassen für die Unterstufe und 1868 eine „reale“ Prima. Am 21. September 1868 genehmigte das königliche Provinzial-Schulkollegium Hannover die Erhebung dieser Realklassen zu einer „Realschule 1. Ordnung“. Deren Hauptfremdsprache war aber immer noch Latein. Da der an diesem Schulzweig erworbene Abschluss ohne Einschränkung dem Abitur am klassischen Zweig entsprach, war der Zustrom in die Realklassen so groß, dass das Andreanum 1869 in einem Neubau am Friesentor umziehen musste und der Schulleiter um die Genehmigung zur Errichtung von Parallelklassen in diesem Schulzweig einholte. Ab den frühen 1870er Jahren kam infolge der stetig wachsenden Raumnot der Ruf nach einer Trennung der Schulzweige auf, konnte sich aber gegen die erhobenen Bedenken – befürchtetes Absinken des Realienzweiges, Aufgabe des Zieles einer umfassenden Bildung, Förderung rein materialistischen Denkens – ein Jahrzehnt lang nicht durchsetzen. Erst 1883 setzte der preußische Staat diese Idee um und überführte die „Realschule“ in eine eigenständige Anstalt. Diese erhielt das Gebäude der ehemaligen Gewerbeschule am Dammtor, nachdem der Magistrat der Stadt Hildesheim dieses Grundstück vertraglich der preußischen Staatsregierung überstellt und für den erforderlichen Aus- und Umbau des Gebäudes gesorgt hatte. Die Eröffnungsfeier fand am 15. April 1885 statt. Am 23. April erhielt die Schule per Ministererlass den neuen Namen Königliches Andreas-Realgymnasium. Zum ersten Schulleiter des neuen Gymnasiums wurde am 10. Juni 1885 der Mathematiker und Naturwissenschaftler Gustav Adolf Kalckhoff ernannt.

### Entwicklung bis zum Ausbruch des Ersten Weltkrieges
Am 1. Februar 1886 hatte die Schule 186 Schüler in neun Klassen, ganz überwiegend evangelischen Bekenntnisses und gut zur Hälfte in Hildesheim wohnhaft. Später in diesem Jahr veranstalten Schüler, Lehrer und Ehemalige eine Geldsammlung zwecks Anschaffung einer Schulfahne als Symbol der Zusammengehörigkeit. Diese Schulfahne ist eines der wenigen Zeugnisse der Gründungszeit, die bis in die Gegenwart erhalten geblieben sind und die nach wie vor im Gewahrsam der Schule sind. Ab 1887 fand ein eigenes jährliches Schulfest statt.
Solange im Lehrplan der Unterstufen noch keine Unterschiede bestanden, wechselten zunächst noch viele Schüler des Andreanums, die mit dem Griechischen haderten, in die Mittelstufe des Realgymnasiums. Ab 1893 wurde der Wechsel zwischen den Schulformen jedoch durch die Umgestaltung der jungen Schule zu einem Reform-Realgymnasium verbaut: Damit ging eine Änderung der Sprachenreihenfolge nach dem Altonaer System einher. Erste Fremdsprache am Realgymnasium ab Sexta war danach Französisch, gefolgt von Englisch ab Quarta. Neben dem Realgymnasium wurde zudem ab 1896 eine sechsjährige lateinlose Realschule errichtet, die bis zur Untersekunda (eingerichtet 1898) reichte. Die Unterstufe besuchten die Schüler beider Zweige gemeinsam. Lateinunterricht erhielten aber nur mehr die Schüler des Gymnasialzweigs ab Untertertia.
Bereits ab 1890 wurde der Raum in der neuen Schule wiederum knapp. Trotz der Zweckentfremdung von Fachräumen als Klassenräume und der totalen Ausnutzung jedes Raumes zu jeder Stunde waren die Verhältnisse um 1900 so beengt, dass von 80 Sextanern über die Hälfte abgewiesen werden musste. Konkrete Planungen zur Aufstockung des Schulgebäudes waren 1905 immerhin zwar abgeschlossen, wurden aber erst ab 1909 umgesetzt. 1910 war der Umbau schließlich beendet. Nunmehr hatte jede Klasse einen eigenen Raum und standen Fachräume wieder als solche zur Verfügung. Ungefähr um dieselbe Zeit erfolgte der Anschluss an die Elektrizitätsversorgung. Die Freude währte nur sehr kurz, schon 1911 ergaben sich erneut Raumprobleme.
Eine eigene Turnhalle erhielt die Schule 1895. 1908 wurde ein Gymnasial-Seminar für die pädagogische Ausbildung von Studienreferendaren eingerichtet, das bis 1931 bestand. 1909/1910 wurde das Schulgeld für die oberen Klassen von 130 auf 150 Mark pro Jahr erhöht. 1911 besuchten 435 Schüler die Anstalt, davon 73 in den oberen Realschulklassen. Die Zusammensetzung der Schülerschaft hatte sich nicht wesentlich geändert.
1912 erfolgte eine erneute Reform der Fremdsprachenreihenfolge nach dem Frankfurter Plan. Für die Schüler des Gymnasialzweigs wurde Latein zweite Fremdsprache ab Untertertia und Englisch erst als dritte Fremdsprache und erst ab Untersekunda unterrichtet. Ferner bewilligte das Provinzial-Schulkollegium in diesem Jahr einen Betrag von 2300 Mark für die Einrichtung einer Wasserspülung in der Abortanlage und genehmigte, dass der Unterricht in der Zeit vom 1. Mai bis zum 1. Oktober bereits um sieben Uhr beginnen durfte.

### Vom Beginn des Ersten Weltkrieges bis zum Ende der Weimarer Republik

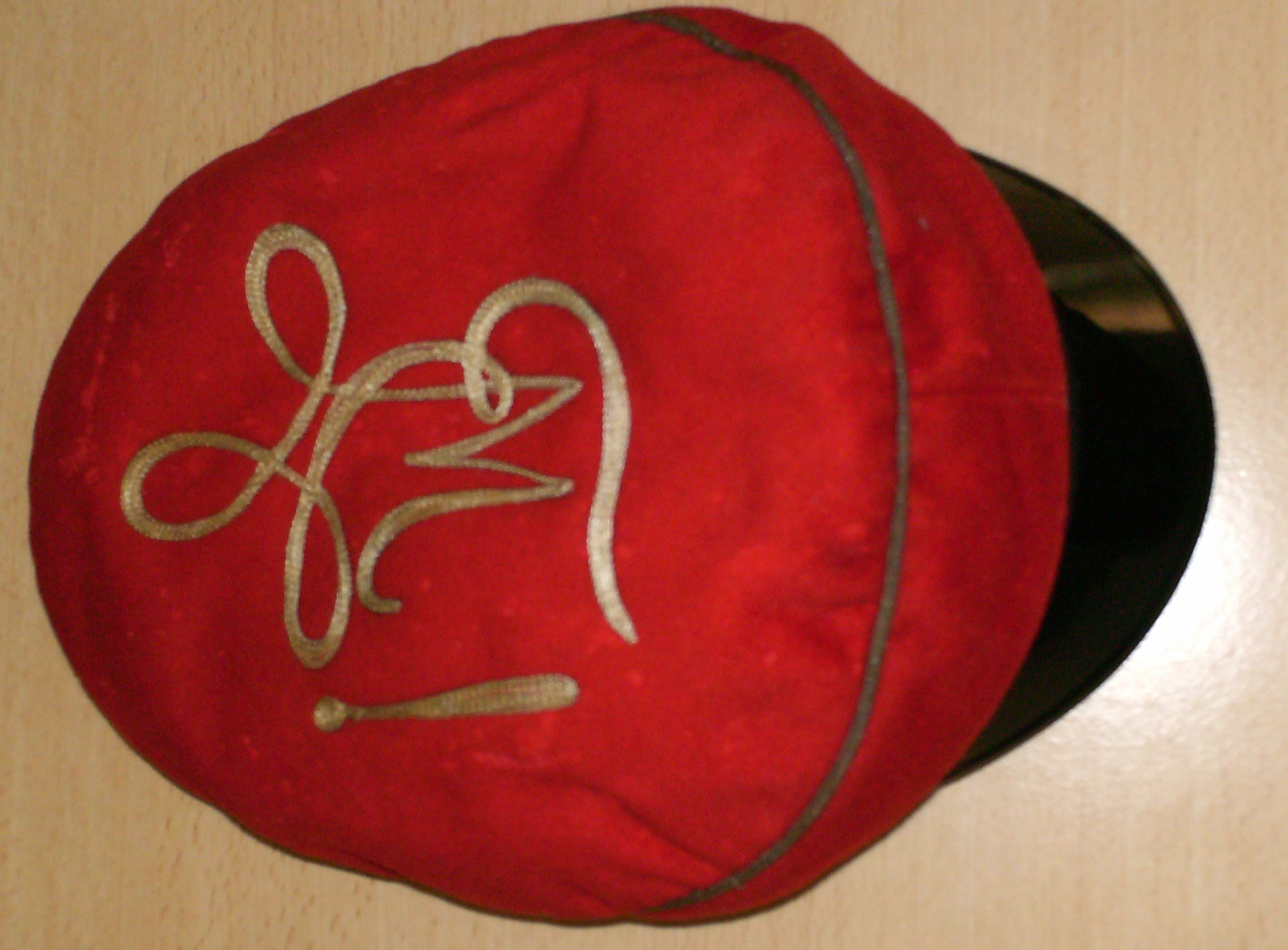
Schülermütze der Oberprima, um 1930

Gleich zu Beginn des Ersten Weltkriegs meldeten sich insgesamt 50 Schüler freiwillig zu den Waffen. Am 6., 7., 14. und 15. August 1914 fanden die ersten Notreifeprüfungen für 26 Ober- und sechs Unterprimaner statt. Solcherart Abschlussprüfungen wiederholten sich in immer kürzeren Abständen. Zuletzt gab es keine Oberprima mehr. Der Mangel an männlichen Lehrkräften konnte nur durch Lehrerinnen ausgeglichen werden. Die verbleibende Schülerschaft zeichnete insgesamt neunmal Kriegsanleihen – bei der vorletzten kamen 70.612 RM zusammen, bei der letzten nur mehr 36.922 RM – und beteiligte sich an Materialsammlungen.
Aus dem Pfadfinderkorps der Schule wurde zu Kriegsbeginn eine „Jugendwehr“ gebildet, deren Angehörige unter anderem als Erntehelfer eingesetzt wurden. Das Pädagogische Seminar löste sich bei Kriegsbeginn umgehend auf, erst 1919 setzte es seine Arbeit fort. Das Ende des Krieges und damit der deutschen Monarchie brachte eine Änderung des Schulnamens, ab 1918 lautete dieser nur mehr Staatliches Andreas-Realgymnasium. Insgesamt ließen 164 Schüler in diesem Krieg ihr Leben, davon waren 150 Freiwillige.
Am 21. August 1920 gründete sich auf Initiative des Lehrers und früheren Schülers Wilhelm Tischbein der Verein ehemaliger Schüler des Andreas-Realgymnasiums mit Realschule, der als Verein der Ehemaligen und Freunde des Scharnhorstgymnasiums e. V. bis in die Gegenwart besteht. Noch im selben Jahr stiftete der Verein der Schule eine Gedenktafel mit den Namen der gefallenen Schüler. Diese wurde vom Architekten Küsthard, einem ehemaligen Schüler gestaltet und am Totensonntag 1922 nach einem Gottesdienst in der Michaeliskirche in der Aula enthüllt. Im selben Jahr gründete sich auch eine Schulgruppe des Vereins für das Deutschtum im Ausland, die unter anderem 1924 2000 Mark für das deutsche Schulwesen in Posen sammelte.
1923 wurde die Sprachenreihenfolge erneut geändert, Englisch wurde erste Fremdsprache ab Sexta, gefolgt von Französisch ab Untertertia und für die Gymnasiasten Latein ab Untersekunda.
Nachdem 1921 dem an Schülerschwund leidenden Andreanum erneut ein eigenes Realgymnasium angegliedert worden war, trug ein Ministerialerlass 1925 der Hildesheimer Forderung nach einer Oberrealschule Rechnung und ordnete die Umwandlung der Schule in eine solche – ohne Latein als Pflichtfremdsprache – an. Diese konnte trotz des Protestes aller am Schulleben beteiligten Gruppen nicht verhindert, sondern nur um ein Jahr hinausgeschoben werden, begann Ostern 1926 und war 1929 abgeschlossen. Damit verbunden war eine neuerliche Umbenennung der Schule, nunmehr hieß sie Staatliche Andreas-Oberrealschule. Lateinunterricht wurde weiterhin als Wahlfach ab Obersekunda angeboten. Ab 1926 betrug der Schulgeldsatz 200 Mark im Jahr.
1928 wurden auch die oberen Klassen zweizügig und wegen Raummangels vier Klassen der Unterstufe in das Gebäude des Gymnasial-Seminars am Pfaffenstieg ausgelagert. Nach der Einrichtung moderner Fachräume für Biologie, Physik, Chemie und Kunst im Hauptgebäude wurden 1931 fünf weitere Klassen dorthin umgesiedelt. In den 1920er Jahren lag die Zahl der Schüler durchschnittlich bei 550 in 15 Klassen.

### Zeit des Nationalsozialismus
Nach der Machtergreifung wurde der dem Nationalsozialismus kritisch gegenüberstehende Schulleiter Scherwatzky am 16. Oktober 1933 an eine andere Schule versetzt. Beschwerden einer spontan gebildeten Delegation von Primanern beim Reichskultusministerium blieben ohne Erfolg. 1934 nahmen nur zwei Lehrkräfte an einem „Lehrgang zur Umschulung der Lehrerschaft für den neuen Staat“ teil. Einer dieser Lehrer leitete allerdings im Folgejahr selbst den ersten Lehrgang dieser Art in Einbeck.
Nach der Einführung des Staatsjugendtags und einer dritten Turnstunde wurde 1935 der Unterricht in einigen Fächern gekürzt. Im selben Jahr erhielten Offizierbewerber Gelegenheit zu einer vorgezogenen Reifeprüfung, in der Folge gehörten Notreifeprüfungen wie bereits nach Beginn des Ersten Weltkriegs wieder zum Alltag. Wie damals wurden auch jetzt wieder Schüler zu Sammlungen und zu Arbeiten in der Landwirtschaft herangezogen, zuletzt aber auch im „Kriegshilfsdienst“ in der Industrie, beispielsweise in den Boschwerken.
Verstärkt wurden Schülerlager in den Unterricht integriert, die Lehrer in Lehrerlagern geschult. Für Referendare wurde die Teilnahme an einem Referendarlager verbindlich. In diesen Lagern fanden unter anderem Schießübungen mit den der Schule zur Verfügung stehenden beiden Kleinkalibergewehren statt. Die Feierlichkeiten zum fünfzigjährigen Schuljubiläum finanzierte und organisierte unterdessen der Ehemaligenverein. 1937 wurde die Schule in eine Oberschule umgewandelt. Die Oberprima fiel weg, das Abitur wurde also nunmehr ein Jahr früher abgelegt. Französisch wurde nicht mehr erteilt, dafür eine vierte und fünfte Turnstunde eingeführt. Neuer Schulname war Andreas-Oberschule. Am 1. Februar 1938 hatte die Schule 461 Schüler, fünf davon jüdischen Glaubens. Fast alle „arischen“ Schüler gehörten den nationalsozialistischen Jugendverbänden an, mit Ausnahme lediglich derer, die noch nicht alt genug fürs Jungvolk waren. Fast ein Drittel waren Jungvolk- oder HJ-Führer. Die außerschulische Beanspruchung dieser Schüler und das damit verbundene Absinken ihrer Leistungen führten zu Klagen aus der Elternschaft beim Schulleiter. Spannungen zwischen HJ und Schulleitung entstanden, als die Schule in der Folge weniger großzügig bei der Beurlaubung zu Führerlagern verfuhr. Ab Ostern 1938 trug die Schule nach Gerhard von Scharnhorst den Namen Scharnhorstschule – Oberschule für Jungen. Zuletzt 1939 wurde Religionsunterricht erteilt, dafür wurde eine mündliche Reifeprüfung im Fach „Rassenkunde“ obligatorisch.
Mindestens fünf Schüler bzw. Ehemalige wurden ermordet:
- Albert Blank, * 10. Oktober 1872 in Steinhude, Schulbesuch von 1884 bis 1885, Deportation am 15. Juli 1942 ins Ghetto Theresienstadt, dort umgebracht am 31. Juli 1942
- Sally Friedheim, * 29. September 1876 in Münder am Deister, Schulbesuch von 1891 bis 1897, Inhaftierung am 28. Mai 1942 im Dresdener Polizeigefängnis, dort am 12. Juni 1942 umgebracht
- Hugo Leon, * 16. Juni 1871 in Hannover, Schulbesuch von 1880 bis 1885, Deportation ab Hamburg-Kiel am 19. Juli 1942 ins Ghetto Theresienstadt, dort umgebracht am 9. April 1944
- Kurt Palmbaum, * 12. Januar 1924 in Hildesheim, Schulbesuch von 1934 bis 1938, wurde von Ahlem (bei Hannover) am 31. März 1942 nach Warschau deportiert und dort ermordet
- Robert Schönenberg, * 31. Mai 1922 in Hildesheim, Schulbesuch von 1932 bis 1938, Flucht nach Holland, interniert im Lager Westerbork, am 2. Juli 1941 im KZ Mauthausen ermordet

Karl Stamm, * 15. März 1867 in Hedemünden, Schulbesuch von 1884 bis 1886, entzog sich der Verfolgung am 28. Oktober 1941 in Hamburg durch Freitod.
Der Verein der Ehemaligen und Freunde des Scharnhorstgymnasiums zu Hildesheim e. V. hat für diese Schüler Stolpersteine gestiftet.
Die Schule verlassen mussten außer Kurt Palmbaum und Robert Schönenberg:
- Hugo Meyerhof, * 29. August 1924 in Hildesheim, Schulbesuch von 1935 bis 9. November 1938 („lt. Verfügung abgegangen“), besuchte ein Internat in Canterbury und starb dort 1939. Die Eltern kamen in Auschwitz um.
- Fritz Palmbaum, * 13. April 1922 in Hildesheim, Schulbesuch von 1932 bis 1938, floh über England nach Australien und lebte dort als Fred Palmer. Eltern und Bruder Kurt (s. o.) wurden in Warschau ermordet.
- Hans Rosenberg, * 4. Mai 1925 in Hildesheim, Schulbesuch von 1935 bis 1938
- Hans Roth, * 6. Mai 1925 in Messingwerk, Kreis Eberswalde, Schulbesuch von 1935 bis 30. Juni 1938. Hans Roth galt als „Halbjude“, seine Konfession war evangelisch.
- Ernest C. Schlesinger, * 25. November 1925 in Hildesheim, † 3. März 2008 in New London, Connecticut, Schulbesuch von 1936 bis 15. November 1938
- Günther Stern, * 14. Januar 1922 in Hildesheim, Schulbesuch von 1932 bis 30. September 1937, seine Eltern ermöglichten seine Auswanderung nach Nordamerika; er überlebte als einziger.

An diese Schüler, die damit symbolisch wieder in die Schulgemeinschaft aufgenommen werden sollten, erinnert seit dem 15. März 2017 eine vom Ehemaligenverein gestiftete Gedenktafel im Eingangsbereich der Schule.
Im Zweiten Weltkrieg störten die immer häufigeren Warnungen vor Luftangriffen ab 1942 zunehmend den Unterrichtsbetrieb. Lehrer und Schüler versahen nächtlichen Luftschutzdienst in den Schulgebäuden. Schüler der Oberstufe wurden ab 1943 im Klassenverband im Raum Hannover als Luftwaffenhelfer eingesetzt, Unterricht und sogar Reifeprüfungen fanden durch die von Stellung zu Stellung ziehenden Lehrer zwischen den Einsätzen statt. In Faßberg bei Celle wurden Schüler der zehnten Klasse für den Abschuss von Tieffliegern mit dem Eisernen Kreuz ausgezeichnet. Bis September 1944 wurden alle verbliebenen Hildesheimer Oberstufenschüler in einer einzigen, zwei Jahrgänge umfassenden Klasse an der Scharnhorstschule unterrichtet, dann wurde auch diese geschlossen.
Beim Luftangriff vom 22. März 1945 der britischen Royal Air Force wurden beide Schulgebäude völlig zerstört. Geborgen werden konnte nur ein Teil der Lehrerbibliothek und der Schulakten sowie die Schulfahne. Diese Überbleibsel wurden in einem Kellerraum des Hauptgebäudes gelagert und durch Diebstähle weiter dezimiert. In den Trümmern der Aula blieb jahrelang die ausgeglühte Gedenktafel für die Gefallenen des Ersten Weltkrieges sichtbar. Zu Schanzarbeiten an die zusammenbrechende Westfront entsandte HJler wurden von ihrem Lehrer im letzten Augenblick nach Hause gebracht. 242 Schüler ließen im Krieg ihr Leben.

### Nachkriegszeit

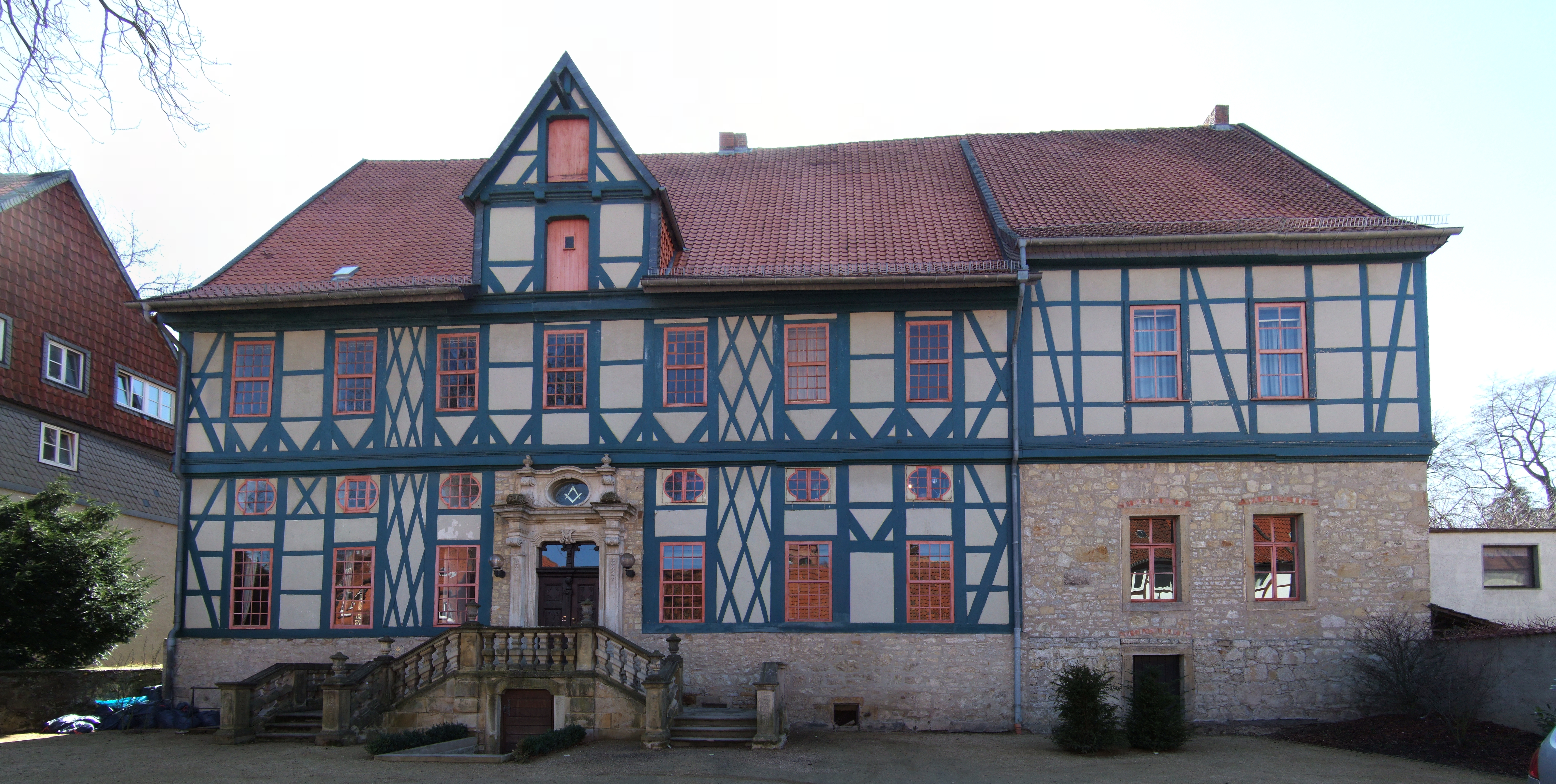
Die „Loge“

Noch im Sommer 1945 wurde in zahlreichen Notquartieren der Schulbetrieb wieder aufgenommen. Zu diesen gehörte unter anderem das Gebäude der Hildesheimer Freimaurerloge, die ehemalige Dompropstei in der Keßlerstraße. Als Sekretariat fungierte zunächst das Wohnzimmer der kommissarischen Schulleiters Otto Kaufmann. Möbel und Lehrmittel bekam die Scharnhorstschule von der Robert-Koch-Schule (Clausthal-Zellerfeld) geschenkt. Im Oktober 1947 gründete sich mit Erlaubnis der britischen Militärregierung der Ehemaligenverein neu. Ab 1. Dezember dieses Jahres konnte für alle Klassen wieder voller Unterricht erteilt werden. Noch im selben Monat wurden die ersten Elternvertretungen gewählt. Am 1. Februar 1948 hatte die Schule 642 Schüler, davon waren 140 Flüchtlinge. Im selben Jahr begann der Wiederaufbau des Schulgebäudes am Pfaffenstieg. Am 6. Juni 1950 konnte dieses von 15 Klassen bezogen werden, die übrigen fünf mussten in der „Loge“ bleiben. 1949 wurden neue Stundentafeln eingeführt. Danach blieb Englisch erste Fremdsprache ab Klasse fünf, in Klasse sieben konnte zwischen Französisch und Latein als zweiter Fremdsprache gewählt werden. 1953 wurden die zwölften Klassen als Klasse 13 weitergeführt und somit die neunjährige Gymnasialzeit wiederhergestellt.
1955 ließ die auf 858 Schüler in 27 Klassen gestiegene Schülerzahl Pläne für einen Neubau reifen. Nachdem 1957 ein Architektenwettbewerb ausgerichtet worden war, entschied man sich für einen Neubau auf dem Gelände der zerstörten Steingrubenkaserne. Deren direkt neben dem neuen Domizil liegendes Kantinengebäude blieb jedoch erhalten und wurde später als Haus der Jugend (zwischenzeitlich: Mehrgenerationenhaus, heute: Bürgerhaus) genutzt. Später fanden dort zeitweise auch Klassen Obdach, für die im neuen Gebäude bereits wieder zu wenig Platz war. Der Einzug in den Neubau, der eine jahrzehntelange Verteilung der Schule auf mehrere Standorte beendete, fand am 29. September 1959 mit 30 Klassen statt. Am 3. September 1960 übergab der Ehemaligenverein der Schule einen Gedenkraum, der dem Zweck gewidmet ist, die Namen aller gefallenen Schüler aufzubewahren und über die historischen Zusammenhänge „die das Opfer ihres Lebens herbeigeführt haben“ aufzuklären. Das Abkommen zwischen den Ländern der Bundesrepublik zur Vereinheitlichung auf dem Gebiete des Schulwesens von 1955 hatte 1965 gemäß dem Hamburger Abkommen unter anderem auch die bisher letzte Umbenennung der Schule zur Folge, seitdem trägt sie den heutigen Namen.
1957 ging der Scharnhorstschüler Hans-Gerd Born mit der Pamir unter.

### Von 1965 bis zur Hundertjahrfeier 1985
1966 wurde die Realschulabsolventenklasse des Andreanums an das SHG verlegt, verblieb dort drei Jahre und wurde dann an das Gymnasium Himmelsthür weitergereicht. Die Koedukation wurde 1971 eingeführt.
1979 wurde die erste Rechneranlage mit vier Terminals aufgestellt und mit dem Abhalten von Informatikkursen begonnen.
1980 wurde im eigentlich für die Oberstufe errichteten Erweiterungsbau die Orientierungsstufe Ost eingerichtet. Diese Ansiedlung einer OS im Gebäude einer weiterführenden Schule widersprach der landesüblichen Praxis. Die zugrundeliegende Schulreform wurde im Kollegium teilweise als unnötig angesehen. Später unterrichteten einige Lehrkräfte des SHG auch an der OS Ost.
1985 feierte die Schule ihr 100-jähriges Bestehen mit einer Festwoche vom 17. bis 24. September. Am 21. September fanden im Stadttheater Hildesheim ein Festakt mit anschließendem Empfang in der Aula sowie ein Festball im Berghölzchen statt. Im Jubiläumsjahr wurde erstmals eine Projektwoche organisiert. Ferner wurde ein eigener Informatik-Fachraum mit 15 Geräten eingerichtet und die Schule nahm am Modellversuch für den Einsatz von Computern im Mathematik- und Physikunterricht teil. 1986 gaben Schule und Ehemaligenverein erstmals gemeinsam den Jahresbericht der Schule heraus. In diesem Jahr eröffnete ferner ein Lehrer der Schule den Biologischen Schulgarten am Steinberg.

### Von 1985 bis 2004
1987 wurde Informatik als Wahlfach, also mit Leistungsbewertung, eingeführt. Im Fremdsprachenwettbewerb Französisch errangen Schüler der achten Klassen einen Bundessieg. Im Folgejahr sorgte das Gerücht für Verunsicherung, dass eine Zusammenlegung der Schule mit dem Goethegymnasium geplant sei. Fünf Schüler wurden in diesem Jahr beim Bundeswettbewerb Mathematik ausgezeichnet. 1989 kamen zwei Bundessieger vom Scharnhorstgymnasium. Für ihre Schilderung ihrer Eindrücke vom Schüleraustausch mit der Exeter School, der im Jahr darauf 25-jähriges Bestehen feierte, erhielten Schüler eine Urkunde des Kultusministers.
Im Jahr 1990 gab es einen Siegesrekord beim Bundeswettbewerb Mathematik mit drei ersten, zwei zweiten und einem dritten Platz. Der Ehemaligenverein feierte in diesem Jahr sein 70-jähriges Bestehen.
Bei „Jugend forscht“ kam es 1991 zu einer Rekordbeteiligung. Auch im Bundeswettbewerb Fremdsprachen gab es eine Siegerin. Im Folgejahr stellte das Scharnhorstgymnasium als einzige Schule des Landes zwei der Bundessieger. Der Schüleraustausch mit Angoulême fand zum zehnten Mal statt, der Austausch mit dem Lycée de Balzac wiederum ein Jahr darauf zum 25 Mal.
Nach der Umwandlung eines Teils des asphaltierten Schulhofs in ein Trockenbiotop wurde 1993 das Scharnhorstgymnasium offizielle Kontaktschule für Umweltbildung. 1994 errang ein Schüler zum vierten Mal den Bundessieg im Fach Englisch sowie einen weiteren Bundessieg im Fach Französisch. Bei „Jugend forscht“ gab es in diesem Jahr unter anderem zwei Bundessieger.
Erstmals besuchte 1996 eine Schülergruppe die Iambi Secondary School in Tansania. Das seit langer Zeit ruinöse Sprachlabor wurde in eine Schülerbibliothek umgebaut, die am 14. Juli 1997 durch den Vorsitzenden des Ehemaligenvereins ihrer Bestimmung übergeben wurde. Bei „Jugend forscht“ erhielt die Schule 1996 und 1997 besondere Auszeichnungen. 1998 wurden bei diesem Wettbewerb 239 Arbeiten eingereicht. Auch bei der Internationalen Biologie-Olympiade stellte die Schule Preisträger. Ferner wurde die Volleyball-Mädchenmannschaft Landessieger bei „Jugend trainiert für Olympia“.

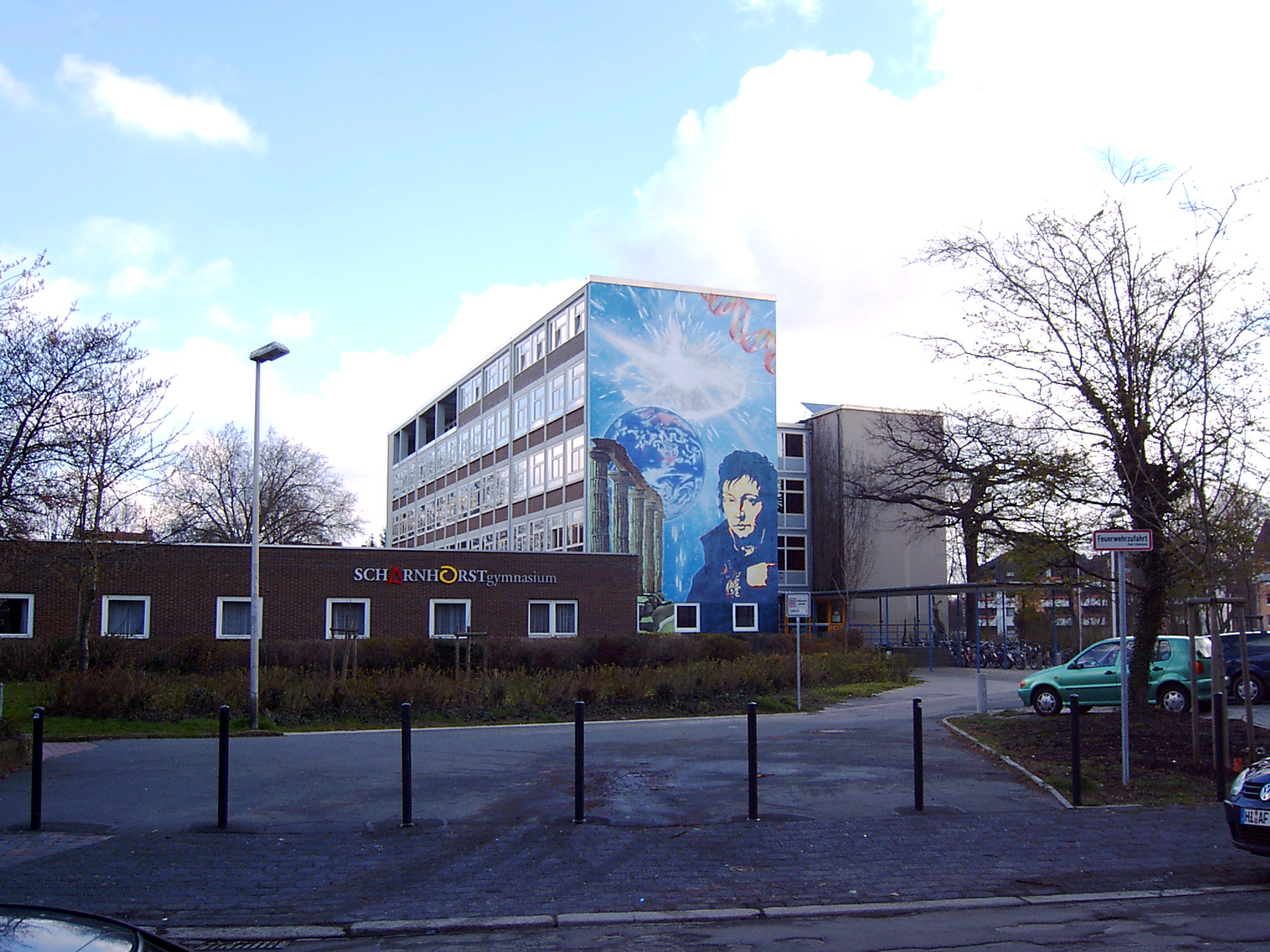
Haupteingang des Scharnhorstgymnasiums, 2007

Eine Schülergruppe errichtete 1999 eine Photovoltaikanlage auf dem Flachdach der Schule. Bei einem Sponsorenlauf erliefen Schüler die Summe von 13.000 DM für die Partnerschule in Iambi. Im folgenden Jahr entsandte die Schule einen Hilfstransport dorthin. Wiederum kam in diesem Jahr ein Bundessieger bei „Jugend forscht“ vom Scharnhorstgymnasium; im Jahr darauf bekam die Schule einen weiteren Sonderpreis. Die Beteiligung an einem Projekt der Kulturfabrik Löseke führte ferner 2001 zur Verschönerung der Schulfassade mit einem Wandbild am Haupteingang.
2004 wurden im bisher weitgehend ungenutzten obersten Stockwerk des Schulgebäudes zwei neue Fachräume ausgebaut. Die Schule stellte zehn Sieger beim Bundeswettbewerb Mathematik, davon drei erste Plätze. Dazu kamen Sieger bei „Jugend forscht“ und weitere Preise beim Bundes-Politikwettbewerb. Oberstudiendirektor Rainer Dierkes gab nach 21 Jahren die Schulleitung an seinen Nachfolger ab. Neuer Schulleiter wurde Reinhard Sell.

### Ab 2004
Nach Abschaffung der Orientierungsstufe in Niedersachsen zum 31. Juli 2004 richtete das Scharnhorstgymnasium nach 25 Jahren wieder eigene fünfte und sechste Klassen ein.
Das Jahr 2006 brachte außer der Einführung des Zentralabiturs eine Neugestaltung der Schulhomepage sowie wiederum zahlreiche Preise bei „Jugend forscht“ sowie bei der Chemie-Olympiade. Der Initiator der Wettbewerbsbeteiligung im naturwissenschaftlichen Bereich, Otto May, wurde von der Stiftung Niedersachsen Metall ausgezeichnet. Erstmals wurden an der Schule Juniorunternehmungen gegründet.
Im Rahmen einer Projektwoche fand vor den Sommerferien 2007 eine umfangreiche Modernisierung und Neugestaltung des Schulgebäudes durch Schüler-, Lehrer- und Elternschaft statt. Neben der Renovierung aller Klassenräume wurde auch die Aula mit einem modernen Licht- und Soundsystem für die verschiedensten Anlässe ausgestattet. Ein Schüler errang in Zagreb bei der Informatik-Olympiade die Goldmedaille. Bei „Jugend forscht“ wurden 39 Beiträge eingereicht. Das Scharnhorstgymnasium stand neben mit zwei anderen Schulen im Finale für „Die Jugend forscht-Schule 2007“. Zum 1. August 2007 wurde es wie alle niedersächsischen Schulen Eigenverantwortliche Schule und erhielt einen Schulvorstand.
Eine aus Schülern der Jahrgangsstufen 7–12 bestehende Arbeitsgemeinschaft baute im Jahr 2008 unterstützt vom Hildesheimer Unternehmen AutoGyro einen Tragschrauber. Am Jungfernflug nahm die Kultusministerin Elisabeth Heister-Neumann teil. Über das Projekt berichtete unter anderem das Regionalprogramm von RTL. Die Buddy-AG begann mit der Ausbildung eigenen Nachwuchses aus den Klassen 5 und 6. Die Schule erarbeitete ein Leitbild und beantragte die Umwandlung in eine offene Ganztagsschule.
Die Genehmigung dazu erteilte das Kultusministerium am 27. März 2009 mit Wirkung zum 1. August 2009. Am selben Tag trat im Zuge der Verkürzung der Gymnasialzeit auf zwölf Jahre ein Doppeljahrgang in die Qualifikationsphase der Oberstufe ein.

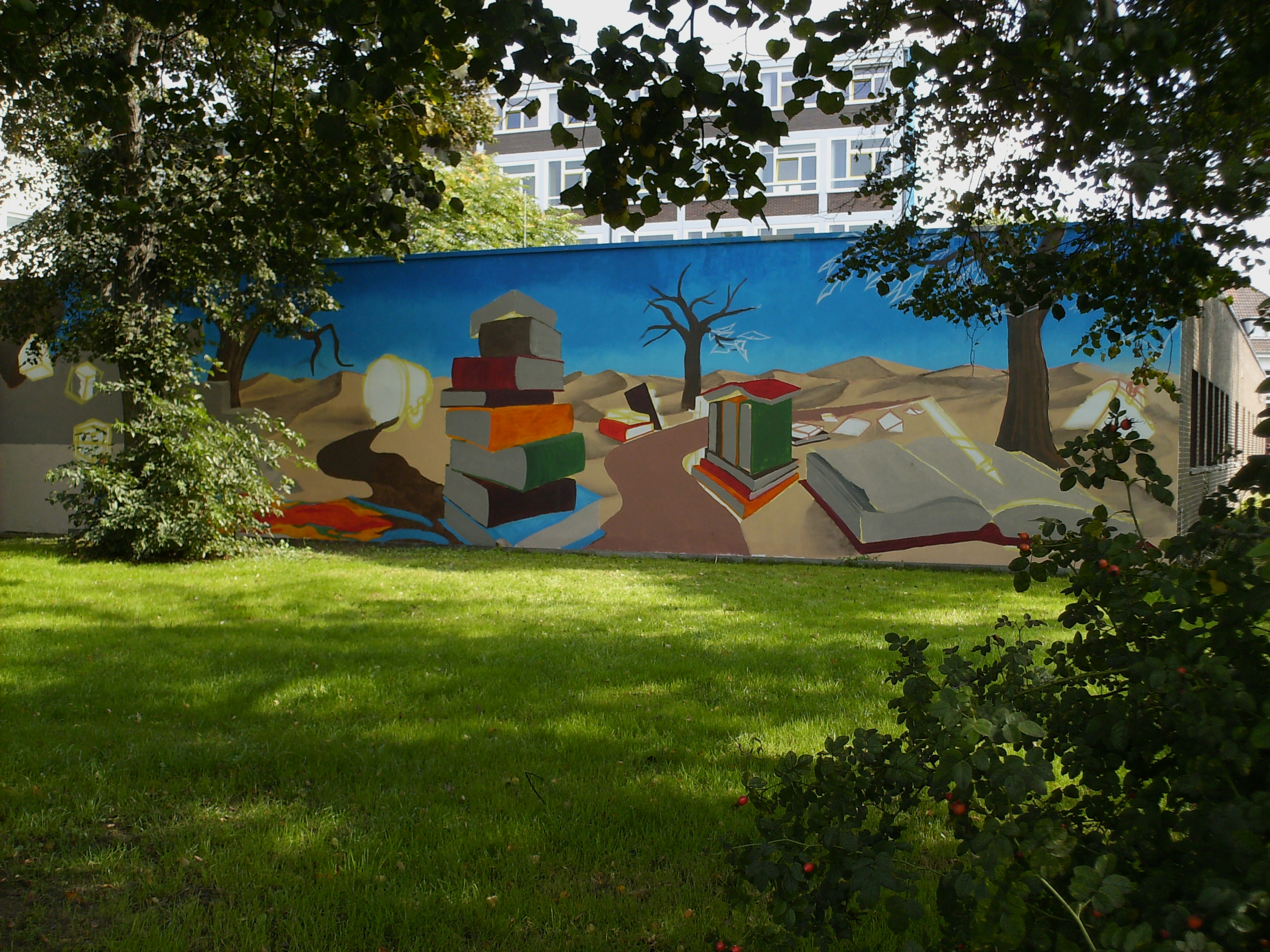
Wandbild am Verwaltungstrakt

Anfang September 2010 erhielt auch die Seitenwand des Verwaltungstraktes wieder ein Wandbild, an der solche Bilder bereits längere Tradition haben, die aber zuletzt im Zuge von Renovierungsarbeiten geweißt worden war.

### Feierlichkeiten zum Schuljubiläum
Sein 125-jähriges Bestehen feierte das Scharnhorstgymnasium vom 4. September bis zum 6. Dezember 2010 unter anderem mit einem Festakt im Stadttheater, einem Schulfest mit Ehemaligentreffen, einem Ausflug der gesamten Schule nach Bremen sowie zahlreichen Vorträgen und Theateraufführungen.

## Verkehrsanbindung
Das Gymnasium kann mit dem Fahrrad sowohl von der Orleansstraße im Osten, der Eichendorffstraße im Norden oder der Straße Steingrube im Westen angefahren werden. Die Haltestelle für den öffentlichen Personennahverkehr Steingrube wird von den Buslinien 1 und 107 angefahren.

## Schulpartnerschaften
Das SHG unterhält Schulpartnerschaften zur Exeter School in Exeter, dem Lycée Guez de Balzac in Angoulême (seit 1967) sowie der Iambi Secondary School in Tansania (seit 1985). Dazu kommen Partnerschaften im Rahmen des Comenius-Programms zu Schulen in Österreich, Italien, Polen und Ungarn.

## Ehemaligenverein
Ehemalige Schüler und Lehrer sowie Freunde der Schule waren lange Jahre im Verein der Ehemaligen und Freunde des Scharnhorstgymnasiums zu Hildesheim e. V. organisiert, der die Schule finanziell und mit Rat und Tat unterstützte.
Der Ehemaligenverein veranstaltete in Kooperation mit der Schule jährlich einen „naturwissenschaftlichen Abend“, an dem Schüler über ihre erfolgreichen Arbeiten in den einzelnen naturwissenschaftlichen Wettbewerben berichten, einen „Berufsinformationsabend“, an dem eine Vielzahl an Referenten aus den verschiedensten Berufsbereichen den Schülern Rede und Antwort stehen, sowie seit 2008 einen Studieninformationstag.
Im Jahr 2023 löste sich der Verein auf.

## Bekannte Lehrer und Schüler
- Wulf Bernotat, früherer Vorstandsvorsitzender von E.ON; Abiturjahrgang 1969
- Ute Bertram, Politikerin (CDU)
- Vivien Bullert, Schauspielerin
- Heinrich Denker, Pädagoge
- Hermann Dießelhorst, Physiker; Abiturjahrgang 1890
- Gustav Fränkel, Textil-Unternehmer, Kommunalpolitiker und Mäzen
- Johannes Heinrich Gebauer, Archivar und Lokalhistoriker; Lehrer ab 1924
- Hartmut Häger, Lokalpolitiker und Historiker; Abiturjahrgang 1967
- Henning Haeupler, Botaniker; Abiturjahrgang 1961
- Wilhelm Hübotter, Architekt
- David Klemperer, Beachvolleyballspieler; Abiturjahrgang 1999
- Hans-Jürgen Krahl, Studentenaktivist; Schuljahr 1953/54
- Klara Löbenstein, Mathematikerin; Studienreferendarin 1911
- Otto May, Postkartensammler; Lehrer
- Gerd Meyer, Politikwissenschaftler; Abiturjahrgang 1961
- Hartmut Möllring, niedersächsischer Politiker; Abiturjahrgang 1970
- Jürgen Poeschel, niedersächsischer Verwaltungsjurist und Kommunalpolitiker
- Ulrich Reimers, „Vater des Digitalfernsehens“
- Hans-Günter Rolff, Erziehungswissenschaftler; Abiturjahrgang 1959
- Ernest C. Schlesinger, Mathematiker; von Ostern 1936 bis zum 10. November 1938 letzter Schüler jüdischen Glaubens
- Volkmar Schneider, Rechtsmediziner; Abiturjahrgang 1959
- Eberhard Schulz, Gründer des Automobilherstellers Isdera; Abiturjahrgang 1963
- Kai-Olaf Stehrenberg, Liedermacher; Abiturjahrgang 2001
- Guy Stern, Literaturwissenschaftler, Ehrenbürger der Stadt Hildesheim und Ehrenmitglied des Ehemaligenvereins
- Hans Joachim Wiehler, US-amerikanischer mennonitischer Theologe und Botaniker ostpreußischer Abstammung; Abiturjahrgang 1950